# 青藏狗娃花
青藏狗娃花（学名：Heteropappus bowerii）是菊科狗娃花属的植物，是中国的特有植物。分布在中国大陆的青海、西藏等地，生长于海拔5,000米至5,200米的地区，一般生于高山砾石沙地，目前尚未由人工引种栽培。